# Seznam jezer na Šumavě
Seznam jezer na Šumavě zahrnuje ledovcová, rašelinná a antropogenní jezera na Šumavě a sice na její německé i české straně.
| jezero                           | rozloha [ha] | délka (m) | šířka (m) | hloubka [m] | obvod (m) | objem (m³) | nadm. výška [m n. m.] | typ              | řeka (povodí)                      | obec                    | země    | souřadnice                       |
| -------------------------------- | ------------ | --------- | --------- | ----------- | --------- | ---------- | --------------------- | ---------------- | ---------------------------------- | ----------------------- | ------- | -------------------------------- |
| Černé jezero                     | 18,805       | 700       | 460       | 40,6        | —         | 2 878 000  | 1 008                 | karový           | Černý potok (Úhlava)               | Železná Ruda            | Česko   | 49°10′45″ s. š., 13°10′57″ v. d. |
| Čertovo jezero                   | 10,531       | 479       | 296       | 37          | —         | 1 520 000  | 1 030                 | karový           | Jezerní potok (Řezná)              | Železná Ruda            | Česko   | 49°9′54″ s. š., 13°11′52″ v. d.  |
| Malé Javorské jezero             | 9,4462       | 575       | 220       | 12          | 1 908     | 250 000    | 918                   | karový           | Seebach (Bílá Řezná)               | Lohberg                 | Německo | 49°7′35″ s. š., 13°7′10″ v. d.   |
| Velké Javorské jezero            | 7,2667       | 567       | 250       | 16          | 1 907     | 450 000    | 934                   | karový           | Geigenbach (Řezná)                 | Bayerisch Eisenstein    | Německo | 49°5′55″ s. š., 13°9′18″ v. d.   |
| Plešné jezero                    | 6,7162       | 486       | 159       | 18,3        | 1 387     | 617 000    | 1 090                 | karový           | Jezerní potok (Vltava – Lipno)     | Nová Pec                | Česko   | 48°46′35″ s. š., 13°51′55″ v. d. |
| Roklanské jezero                 | 4,6153       | 350       | 205       | 13,2        | 930       | 180 000    | 1 071                 | karový           | Seebach (Ilz)                      | Sankt Oswald-Riedlhütte | Německo | 48°58′31″ s. š., 13°24′7″ v. d.  |
| Prášilské jezero                 | 3,8119       | 281       | 192       | 15          | 770       | 270 000    | 1 080                 | karový           | Jezerní potok (Prášilský potok)    | Prášily                 | Česko   | 49°4′32″ s. š., 13°24′ v. d.     |
| Laka                             | 2,2656       | 324       | 83        | 3,9         | 845       | 40 000     | 1 096                 | karový           | Jezerní potok (Křemelná)           | Prášily                 | Česko   | 49°6′39″ s. š., 13°19′41″ v. d.  |
| Nádrž pro vodní elektrárnu Vydra | 1,5421       | 147       | 109       | —           | 504       | 67 000     | 876                   | akumulační nádrž | (Vchynicko-tetovský kanál) (Vydra) | Srní                    | Česko   | 49°5′57″ s. š., 13°28′35″ v. d.  |
| Žďárecké jezírko                 | 1,4001       | 225       | 95        | —           | 636       | —          | 960                   | splavovací nádrž | (Častá) (Řasnice)                  | Strážný                 | Česko   | 48°56′8″ s. š., 13°39′10″ v. d.  |
| Chalupské jezírko                | 1,0472       | 125       | 125       | 7           | 679       | —          | 908                   | rašelinný        | (Vydří potok) (Teplá Vltava)       | Borová Lada             | Česko   | 48°59′55″ s. š., 13°39′33″ v. d. |
| Polecká nádrž                    | 1,0373       | 167       | 83        | —           | 672       | —          | 950                   | splavovací nádrž | (Polecký potok) (Teplá Vltava)     | Strážný                 | Česko   | 48°56′34″ s. š., 13°40′15″ v. d. |
| Reschbachklause                  | 0,8265       | 204       | 63        | —           | 509       | —          | 1 130                 | splavovací nádrž | (Reschbach) (Wolfsteiner Ohe)      | Mauth                   | Německo | 48°57′45″ s. š., 13°33′51″ v. d. |
| Jelení jezírko                   | 0,5182       | 112       | 53        | 1,7         | 304       | 9 000      | 945                   | splavovací nádrž | (Jelení smyk) (Jezerní potok)      | Nová Pec                | Česko   | 48°49′16″ s. š., 13°53′32″ v. d. |
| Nádrž U Tokaniště                | 0,4423       | 90        | 60        | —           | 271       | —          | 1 020                 | splavovací nádrž | (Vltavský potok) (Teplá Vltava)    | Borová Lada             | Česko   | 48°58′9″ s. š., 13°36′58″ v. d.  |
| Boubínské jezírko                | 0,2917       | 70        | 61        | 4           | 221       | —          | 925                   | splavovací nádrž | (Kaplický potok) (Teplá Vltava)    | Horní Vltavice          | Česko   | 48°58′25″ s. š., 13°49′10″ v. d. |
| Jezírko u Kyzu                   | 0,2558       | 62        | 47        | 14          | 188       | —          | 990                   | zatopený lom     | (Adámkův potok) (Spůlka)           | Zdíkov                  | Česko   | 49°3′55″ s. š., 13°39′11″ v. d.  |
| Tiché jezero (Stiller See)       | 0,03         | —         | —         | —           | —         | —          | 917                   | ledovcové oko    | (Geigenbach) (Řezná)               | Bayerisch Eisenstein    | Německo | 49°5′48″ s. š., 13°9′44″ v. d.   |